# Волжанка (Тверская область)
Волжа́нка — деревня в Кашинском районе Тверской области. Входит в состав Карабузинского сельского поселения.

## История
В 1964 году указом Президиума Верховного Совета РСФСР деревня Собакино переименована в Волжанку.

## Население
| 2010 |
| ---- |
| 12   |

## Улицы
В деревне имеется одна улица: Дачный посёлок. 